# محمد ولد الشيخ
محمد ولد الشيخ (بالإنجليزية: Mohamed Ould Cheikh)‏ (بشار 27 فيفري 1905، بشار 29 جانفي 1938) هو كاتب روائي ومسرحي جزائري عرف بأبو الرواية الجزائرية المكتوبة بالفرنسية.

## حياته

### عائلته
هو محمد اغا ابن السيد اغا الشيخ ابن عبد الله ولد في مدينة بشار. وهو الابن الثاني للسيد اغا الشيخ. حيث كان اخوه الأكبر قويدر مولع بالموسيقى ولعب آلة العود. لما توفيت امه تزوج ولده امراة ثانية فانجب منها طفلين الأول يسمى مصطفى المولود سنة 1921 وبنت سماها والده باسم زوجته التي توفيت والتي كان جد مولع بها السيدة فاطمة... هذا الاسم محمد ولد الشيخ باخته هذه وكتب قصته «الامتنان» التي كانت بطلتها اخته فاطمة التي كان يدلعها باسم«بداية»...د. اغا معراج 

### تعليمه
تلقى تعليمه الأولي بمسقط رأسه ثم توجه إلى مدينة وهران لمواصلة الدراسة الثانوية لكنه لم يتمكن من إتمامها لضروف مجهولة رجع على إثرها إلى بشار ليتكون تكويناً عصامياً بدأ بعده التأليف الروائي والمسرحي حتى أصيب آخر عمره بمرض عضال توفي على إثره عن عمر يناهز 33 سنة. 

## أعماله
- رواية مريم  في النخيل[2]
- نص مسرحية شمشون الجزائري
- رواية عذراء الدوار لم تطبع
- تحيا الجزائر لم تطبع
- قصة أفراح مأتميّة
- قصة مكتوب وهران
- قصة غسق الإسلام
- شعر أغان لياسمينة